# Sif

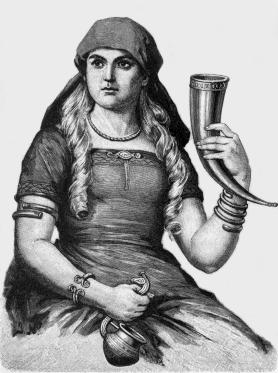
Sif

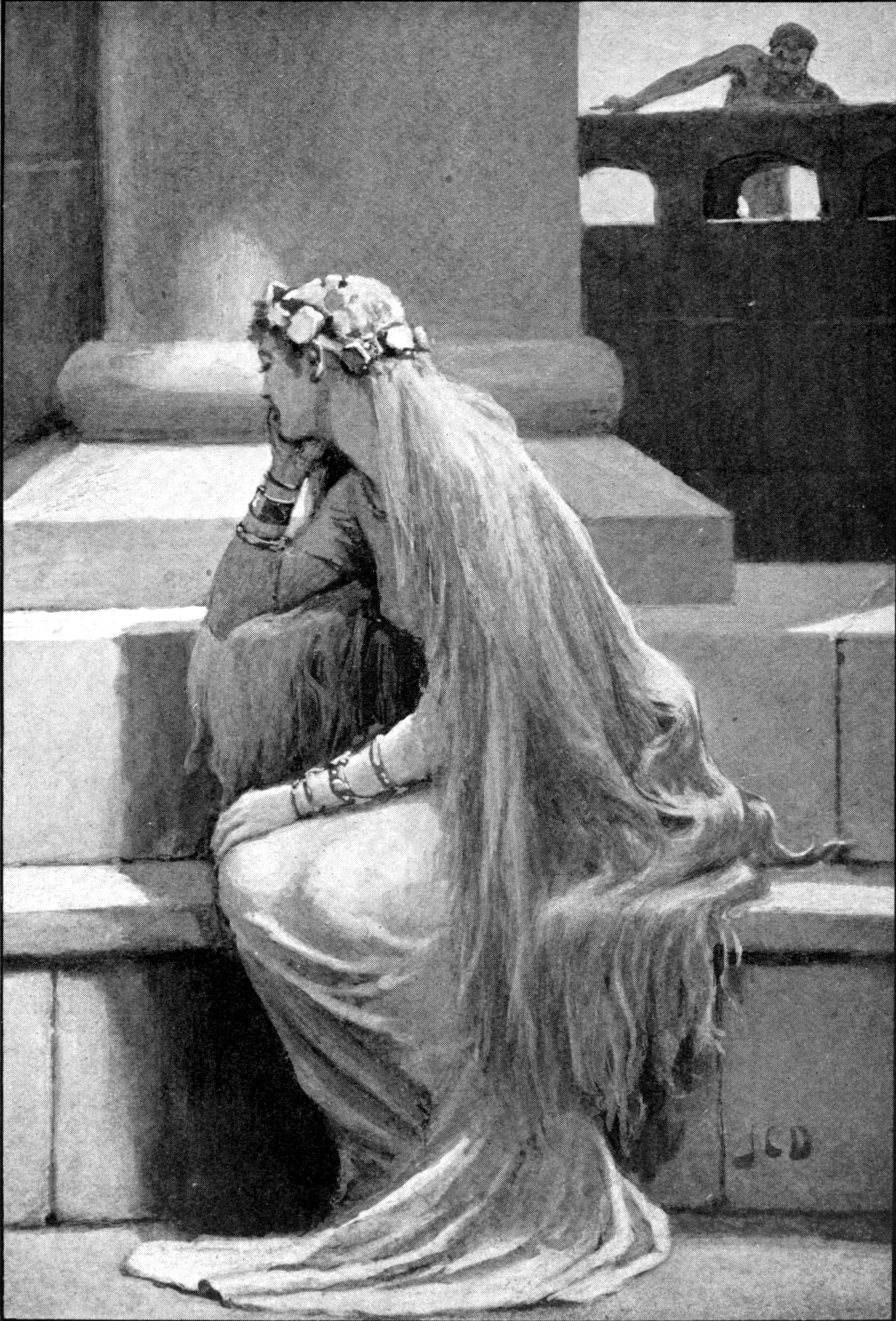
Sif en Loki

Sif (betekent: Sibbe) is in de Noordse mythologie de Asin van de landbouw en vruchtbaarheid. Ze is dochter van Odin en vrouw van Thor.
Ze hadden samen een dochter Thrud ("kracht") en een zoon Modi. De snelle boogschutter Ullr, zoon uit een vorige relatie, heeft ze in het huwelijk meegenomen.
Het gouden haar representeert waarschijnlijk het volgroeide koren.

## Sif in andere media
- In de strips van Marvel Comics is een personage genaamd Sif gebaseerd op deze mythologie. Dit personage is ook te zien in diverse films en series van het Marvel Cinematic Universe, waaronder Thor (2011), Thor: The Dark World (2013), Agents of S.H.I.E.L.D. (2014-2015), Loki (2021), What If...? (2021) en Thor: Love and Thunder (2022), waarin ze gespeeld wordt door Jaimie Alexander.
- Sif is ook te zien in het computerspel God of War: Ragnarök, waarin ze gespeeld wordt door Emily Rose.